# Keyvān Poshteh
Keyvān Poshteh är en ort i Iran.   Den ligger i provinsen Gilan, i den norra delen av landet, 180 km nordväst om huvudstaden Teheran. Antalet invånare är 327.
Terrängen runt Keyvān Poshteh är platt åt nordost, men åt sydväst är den kuperad. Runt Keyvān Poshteh är det ganska tätbefolkat, med 134 invånare per kvadratkilometer. Närmaste större samhälle är Rūdsar, 5,7 km nordväst om Keyvān Poshteh. Trakten runt Keyvān Poshteh består till största delen av jordbruksmark.